# Barbion à gorge jaune
Pogoniulus subsulphureus
Espèce
Statut de conservation UICN

 LC  : Préoccupation mineure
Le Barbion à gorge jaune (Pogoniulus subsulphureus) est une espèce d'oiseau de la famille des Lybiidae, dont l'aire de répartition s'étend à travers l'Afrique équatoriale.

## Description
Le mâle adulte possède un front et une nuque noirs, avec un sourcil jaune pâle ; il a un ligne dorée fine à la base du bec qui est reliée à des tâches et lignes jaunes situées en dessous de l'oeil et sur la gorge. Comme son nom l'indique, sa gorge et son menton sont jaunes. Son dos est noir brillant, sa croupe entre le jaune et le doré. Sa queue est noire avec des plumes jaunes ; ses parties inférieures sont ternes, avec un gris jaunâtre. Le bec est noir, les yeux marron et les jambes sont bleu-vert mais peuvent tirer vers le gris ou le noir. La femelle et les mâles immatures arborent un plumage similaire mais globalement plus terne.

## Répartition et habitat

### Répartition
Le barbion à gorge jaune est assez répandu dans les forêts du sud-ouest du Sénégal, en Guinée, au Sierra Leone, au Ghana, au sud du Nigeria, du Cameroun et de l'Ouganda.

### Habitat
On le trouve dans les forêts, généralement plutôt denses bien qu'il puisse s'aventurer à la lisière des forêts, où il est en concurrence avec le barbion à croupion jaune.

## Écologie et comportement

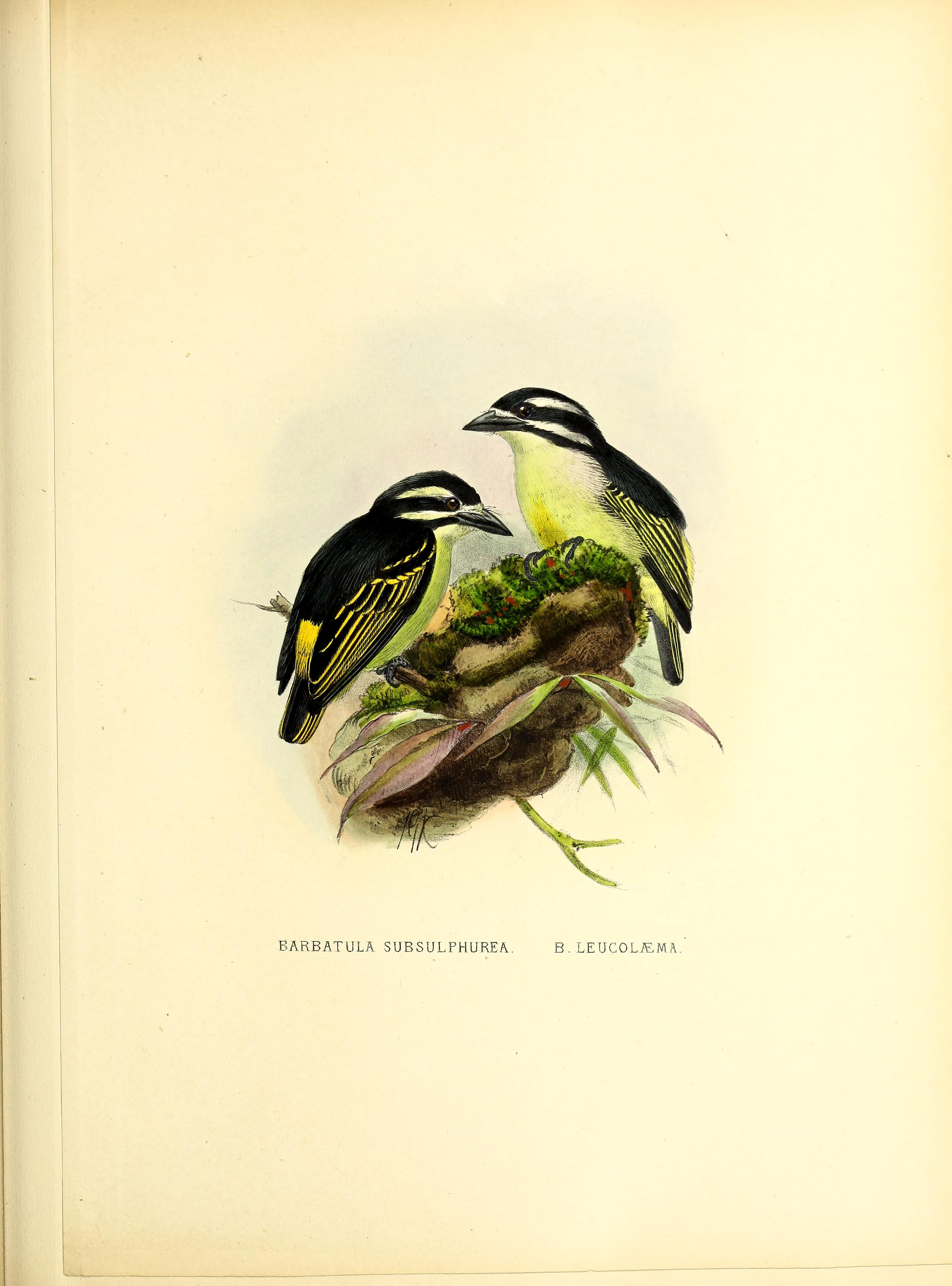
Pogoniulus subsulphureus dans une illustration de John Gerard Keulemans, Charles Henry Tilson Marshall et G. F. L. Marshall, publiée en 1871

### Alimentation
Il se nourrit de fruits, notamment ceux des genres Macaranga, Allophyllus, Heisteria ou Trema, ainsi que d'insectes mangeurs de bois tels que les termites, les fourmis ou les larves de scarabées.

### Reproduction
Le barbion à gorge jaune, comme la plupart des barbions, niche dans arbres morts et des souches, dans lesquels il creuse son nid. La période de reproduction varie fortement selon les régions, et s'étend parfois sur toute l'année. Il pond en général en deux œufs de couleur blanche, parfois trois. Les deux parents participent à nourrir les jeunes barbions.